# Герб Бенина
Герб Бенина был повторно принят в 1990 году, заменив герб, существовавший в 1975—1990 годах.
В серебряном поле четырёхчастного щита в первой четверти за́мок в стиле Сомба (символ истории государства), во второй — Звезда Бенина (самая высокая награда Бенина), в третьей — пальма (главный источник пропитания), в четвёртой — плывущее судно (символ, означающий прибытие европейцев).
Щит держат леопарды — национальное животное Бенина. Щит увенчан гребнем — национальным символом, состоящим из двух завинченных рожков наполненных кукурузными зернами и песком. Считается, что они - символ процветания. Ниже гребня щит, который содержит фактический герб Бенина. Под щитом располагается девиз Бенина «Братство, Правосудие, Труд» (фр. Fraternité, Justice, Travail).

## История эмблемы
|  | Этот раздел нужно дополнить. Пожалуйста, улучшите и дополните раздел. (31 августа 2015) |

|  | Этот раздел нужно дополнить. Пожалуйста, улучшите и дополните раздел. (31 августа 2015) |